# Good Girl
"Good Girl" é uma canção da cantora norte-americana Carrie Underwood, gravada para o seu quarto álbum de estúdio Blown Away. Foi escrita pela própria, juntamente com Chris DeStefano e Ashley Gorley, com a produção a cargo de Mark Bright. A faixa foi lançada a 24 de Fevereiro em formato digital na loja on-line iTunes Store. 

## Desempenho nas tabelas musicais

### Posições
| Tabela musical (2012)                    | Melhor posição |
| ---------------------------------------- | -------------- |
| Canadá - Canadian Hot 100                | 15             |
| Estados Unidos - Billboard Hot 100       | 19             |
| Estados Unidos - Billboard Country Songs | 1              |